# 자호 (가수)
자헤라 다라비드(Zahera Darabid, 1980년 5월 10일 ~ )는 자호(Zaho)라는 예명으로 알려져 있는 캐나다의 알제리계 가수이다.
알제리 알제 근교에 위치한 바브에주아르(Bab Ezzouar) 출신이며 18세 시절에 가족들과 함께 캐나다 몬트리올로 이주했다. 2008년에는 데뷔 앨범인 《Dima》를 출시했다.

## 음반 목록
- Dima (2008)
- Contagieuse (2012)
- Le monde à l'envers (2017)